# Zerizer
Zerizer (em árabe: زريزر) é uma cidade e comuna localizada na província de El Tarf, Argélia. Segundo o censo de 2008, a população total da cidade era de 11 064 habitantes.